# The Greatest Beer Run Ever
The Greatest Beer Run Ever ist ein Filmdrama von Peter Farrelly, das im September 2022 beim Toronto International Film Festival seine Premiere feierte und ebenfalls im September 2022 in den USA in das Programm von Apple TV+ aufgenommen wurde. Grundlage für den Film ist eine wahre Begebenheit, von der der ehemalige Marineinfanterist John Donohue in seinem Buch erzählt.

## Handlung
Im Jahr 1968 ist der ehemalige Marine John „Chickie“ Donohue ein nachlässiger Handelsseemann, der mit seiner Familie in Inwood, New York City, lebt und sich gerne in einer Bar aufhält, die von einem etwas zynischen alten Mann namens „The Colonel“ betrieben wird. Chickies Schwester Christine ist entschieden gegen den Vietnamkrieg, im Gegensatz zu Chickie und ihrem Vater, die ebenfalls früher im Vietnamkrieg waren. Als Chickie und seine Freunde erfahren, dass ein alter Freund, Johnny, im Kampf getötet wurde, nehmen sie an seiner Beerdigung teil und erfahren, dass ein weiterer enger Freund, Tommy Minogue, den Chickie überredet hat, sich dem Wehrdienst anzuschließen, im Kampf verschwunden ist. Nach der Beerdigung finden Chickie und sein Freund Red Christine bei einer Antikriegsdemonstration und geraten mit einigen Demonstranten in eine kurze körperliche Auseinandersetzung. Zurück in der Bar reden Chickie und Red darüber, wie sie die Stimmung ihrer, in Vietnam dienenden Freunde heben könnten. Chickie hat die Idee, selbst nach Südvietnam zu reisen und seinen Freunden ein paar Biere auszuliefern – quasi einen „Beer Run“ zu starten. Am nächsten Tag scheint Chickie davon abzuweichen, aber als Tommys Mutter Chickie vorschlägt, ihrem Sohn einen Rosenkranz zu bringen, falls er ihn findet, macht er sich entgegen Christines Warnungen auf die Reise.
Chickie heuert auf einem Schiff an, auf dem er mit einer Reisetasche voller „Pabst-Blue-Ribbon“-Dosen nach Saigon fährt, um nach dem Militärpolizisten Tommy Collins zu suchen. Er findet Collins, der begeistert ist, ihn zu sehen. In dieser Nacht kommt Collins’ Vorgesetzter herein und bestraft Chickie für die Lieferung der Biere. Dann verdächtigt er ihn, ein CIA-Agent zu sein. Die Freunde von Chickie und Collins schmieden einen Plan, um ihre anderen Freunde zu erreichen, obwohl Collins Chickie drängt, sich auf den Schlachtfeldern nicht in Gefahr zu bringen und zu seinem Schiff zurückzukehren. Auf Empfehlung eines Einheimischen namens Hieu macht Chickie Halt im Caravelle Hotel, wo er amerikanische und britische Reporter trifft, die gegen den Krieg sind. Unter seiner CIA-Tarnung nimmt er eine Militärkarawane zum Luftwaffenstützpunkt Bien Hoa mit und wird zum Luftwaffenstützpunkt Danang und dann weiter zur Landezone „Jane“ geflogen, wo er nach Rick Duggan sucht, der in der 1. Kavalleriedivision dient. Duggans Sergeant fordert ihn per Funk auf, sich beim Kommandoposten zu melden, was Duggan dazu zwingt, unter feindlichem Beschuss das Gelände zu durchqueren. Als Chickie ihn überrascht, reagiert Duggan wütend, erlaubt Chickie jedoch, sich ihm und seiner Truppe auf dem Schlachtfeld anzuschließen, während sie aus Schützengräben auf den Vietcong schießen. Als die Nacht hereinbricht, reicht Chickie wieder Bier herum. Duggan erzählt Chickie auch, dass einer ihrer Freunde, Reynolds, getötet wurde. Nachdem er sich am Morgen von Duggan getrennt hat, wird Chickie mit zwei CIA-Agenten in einen Hubschrauber gesetzt, die einen Gefangenen brutal verhören und rauswerfen.
Chickie landet auf dem Flugplatz Kontum und bittet um eine Fahrt nach Saigon. Ein Beamter erklärt, dass er seinen Posten möglicherweise verlassen wird, um Chickie zum Luftwaffenstützpunkt Pleiku zu eskortieren. Als Chickie nach draußen schaut, sieht er den Beamten, der einen Gefängniswagen fährt. Als ihm klar wird, dass die Agenten hinter ihm her sind, rennt er in den Dschungel und versteckt sich, bis die Agenten die Verfolgung aufgeben. Chickie geht alleine und kommt an einem kaputten Jeep und einem Kind vorbei, das voller Angst mit seiner Mutter davonläuft. Später in dieser Nacht wird Chickie von einem anderen alten Freund, Kevin „Looney“ McLoone, gefunden, nachdem er beinahe von Elefanten niedergetrampelt worden wäre, die vor Napalm flüchteten. Trotz ihres Befehls, in die entgegengesetzte Richtung zu Chickies Ziel zu gehen, überredet Chickie McLoone und seine Männer, ihn nach Pleiku zu fahren. McLoone setzt Chickie auf einen Hubschrauber und Chickie wirft ihm sein Bier zu, als der Hubschrauber aufsteigt.
Zurück in Saigon erfährt Chickie, dass sein Schiff aufgrund von Warnungen vor einem bevorstehenden Angriff vorzeitig abgereist ist und auf dem Weg zu den Philippinen ist. Hieu gibt Chickie den Weg zur US-Botschaft und gibt Hieu seine Adresse, um ihn in New York zu besuchen. In der Botschaft hilft ihm eine Frau, am nächsten Tag einen Flug nach Manila zu buchen, um wieder an Bord seines Schiffes zu gelangen. Er kehrt zum Caravelle Hotel zurück und zeigt den Journalisten Fotos als Beweis dafür, dass er wirklich zu LZ Jane gegangen ist. Während der Vietcong in der überraschenden Tet-Offensive plötzlich in Saigon einmarschiert, erkunden Chickie und der Fotograf Arthur Coates die Straßen, wo Chickie sieht, wie Hieu bei dem Angriff der Vietcong auf die US-Botschaft getötet wird. Chickie sieht, wie ein Panzerwagen ein Loch in die Botschaftsmauer reißt. Am nächsten Morgen fotografiert Coates die Folgen des Anschlags auf die Botschaft und wird in der Ferne Zeuge einer gewaltigen Explosion. Die beiden fahren zum Ort der Explosion am Long Binh Post, wo Coates erklärt, dass das Militär lieber ein Eingangsloch in der Botschaftsmauer vortäuscht, als zuzugeben, dass der Angriff ein Insider-Einsatz war. In Long Binh sucht Chickie nach einem letzten verwundeten Freund, Bobby Pappas, und trinkt ein Bier mit ihm, der den Tod von Tommy Minogue bestätigt.
Chickie kehrt mit einer veränderten Sicht auf den Krieg nach Hause zurück. Bevor er mit seinen Freunden trinkt, besucht er Frau Minogue, um ihr die Rosenkränze zu überreichen, die er Tommy schenken sollte. Chickie übernimmt die Verantwortung dafür, dass Tommy zum Militärdienst überredet wurde und schließlich starb, doch Mrs. Minogue verzeiht ihm mit einer Umarmung. Im Park sitzt er inmitten der Ehrungen für Soldaten und trinkt sein letztes Bier mit Christine.

## Produktion

### Literarische Vorlage und Filmstab
Der Film basiert auf dem Buch The Greatest Beer Run Ever: A Memoir of Friendship, Loyalty, and War von Joanna Molloy und John Donohue, das 2020 bei William Morrow Paperbacks veröffentlicht wurde. Molloy hatte gemeinsam mit Andrew Muscato auch einen 13-minütigen Dokumentarfilm am Veterans Day 2015 über Donohues spontanen Aufenthalt in Vietnam veröffentlicht. Dieser ist irischer Abstammung, diente selbst als Marine und war 1967 wirklich mit einem Schiff der Handelsmarine mit einem Seesack voller Bier nach Vietnam gefahren.
Regie führte Peter Farrelly, der gemeinsam mit Brian Hayes Currie und Pete Jones auch das auf Molloys und Donohues Buch basierende Drehbuch schrieb. Es handelt sich nach Movie 43 und den mit einem Oscar ausgezeichneten Film Green Book – Eine besondere Freundschaft um Farrellys dritten Film, bei dem er ohne seinen Bruder Bobby Regie führte.

### Besetzung und Dreharbeiten

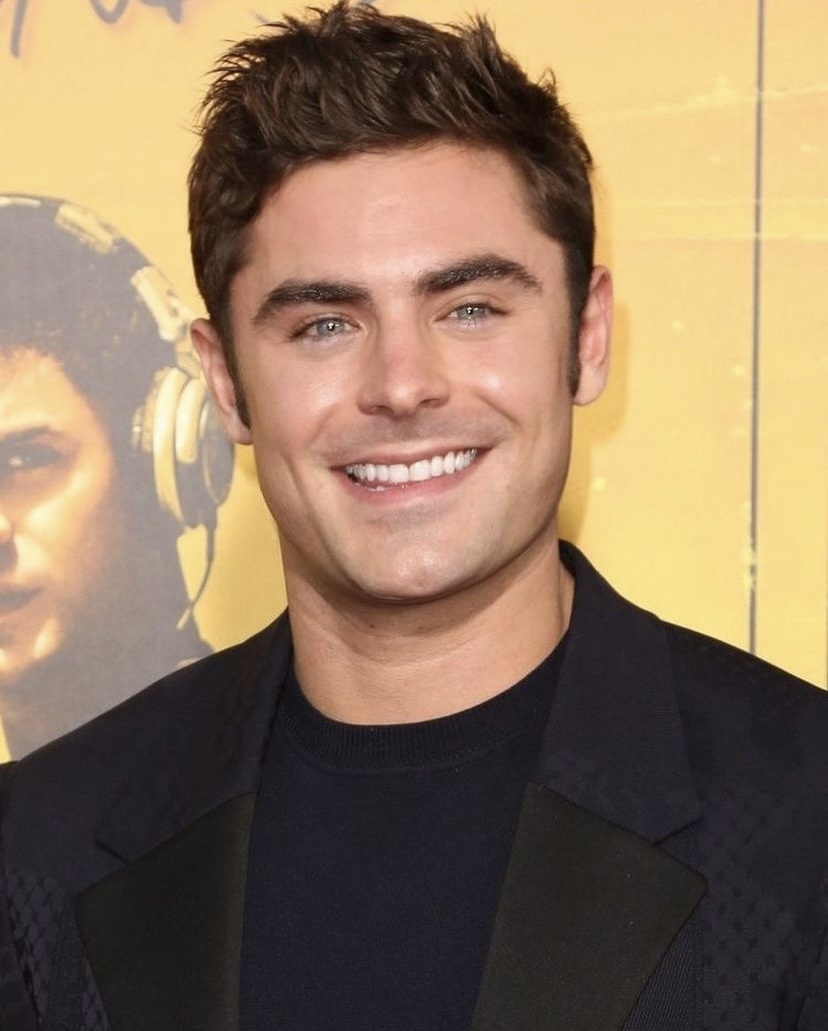
Zac Efron spielt in der Hauptrolle Jon „Chickie“ Donohue.

Zac Efron spielt in der Hauptrolle Jon „Chickie“ Donohue. Jake Picking ist in der Rolle seines Freundes Rick Duggan zu sehen, auf den er als erstes in Saigon trifft, und Archie Renaux in der Rolle seines Kumpel Tommy Collins, der ihm als Nächstes begegnet. Will Ropp und Kyle Allen spielen die weiteren Kumpels von Chickie namens Kevin McLoone und Bobby Pappas. Bill Murray spielt den „The Colonel“ genannten Barkeeper des Doc Fiddler's, der den Vorschlag macht, den Soldaten Bier an die Front zu bringen. Russell Crowe ist in der Rolle des Kriegsfotografen Coates zu sehen.
Die Dreharbeiten fanden unter anderem in Phuket, Bangkok und am Hua Hin Airport statt. Als Kameramann fungierte Sean Porter.

### Verwendete Musik
Die Filmmusik sollte ursprünglich Kris Bowers komponieren. Im August 2022 wurde bekannt, dass Dave Palmer diese Arbeit übernahm. Zudem sind im Film viele Songs aus der Zeit vor und während des Vietnamkrieges zu hören, unter anderem Cherish von The Association, Today von Jefferson Airplane, I Had Too Much to Dream (Last Night) von The Electric Prunes und Let It All Hang Out von The Hombres.

### Marketing und Veröffentlichung
Ein Trailer wurde Mitte August 2022 veröffentlicht. Die Premiere erfolgte am 14. September 2022 beim Toronto International Film Festival. Am 30. September 2022 wurde der Film in den USA in das Programm von Apple TV+ aufgenommen.

## Rezeption

### Kritiken
Nur 41 % der bei Rotten Tomatoes  verzeichneten Filmkritiker fällten ein positives Urteil, während er beim Publikum mit 91 % wesentlich besser ankam.
Steve Pond von The Wrap schreibt, während es Viggo Mortensen in Peter Farrellys letztem Film Green Book noch gelungen sei, das Erwachen eines Dummkopfs plausibel erscheinen zu lassen, tue sich Zac Efron in der Rolle von John „Chickie“ Donohue schwer, dasselbe zu tun. Die Idee zu zeigen, wie Menschen sich weigern, Wahrheiten zu glauben, die ihren Vorurteilen widersprechen könnten, sei zwar interessant, doch Beer Run sei ein großes Glas von einem überraschend flachen Gebräu geworden.
Jörg Gerle vom Filmdienst schreibt, mit der Gratwanderung zwischen Situationskomik und bitterem Kriegsrealismus habe Farrelly erstaunlicherweise Probleme: „Das Drama bleibt standhaft auf der leichtgewichtigen Seite und ist in manchen Szenen eher befremdlich als skurril und mehr nonchalant als doppelbödig oder gar tiefgründig.“ Zac Efron überzeuge jedoch in der Rolle des Zampano, nicht nur in den prahlerischen Momenten, sondern auch in den leiseren, emotionaleren Augenblicken.
Thomas Schultze schreibt in seiner Kritik für Blickpunkt:Film, das wilde Abenteuer, das Chickie erlebt, wenn er für einen CIA-Agenten gehalten wird und selbst ins Visier amerikanischer Agenten gerät, sei nicht besonders innovativ, aber effektiv. Diese rund erzählte Geschichte hole einen ab, und man spüre, dass der Film vom Herzen kommt und Farrelly das Anliegen hat, das Publikum auf diese Reise zu schicken, die ernster ist, als es der Titel wohl suggerieren würde. Der Film sei eine Mischung aus Good Morning, Vietnam und Ein Jahr in der Hölle, aber wenn man nur flüchtig hinsehe, sei The Greatest Beer Run Ever Farrellys Vorgänger auffällig ähnlich. In beiden Filmen gehe es um einen einfachen Mann aus der Mitte der Gesellschaft, ein ganz normaler Kerl, dessen Leben von seinem Umfeld geprägt ist, den eine verrückte Grundidee auf eine Reise schickt, die ihn von Grund auf verändert, seinen Horizont in einer Form erweitert, dass nach der Heimkehr nichts mehr so sein kann. In diesem Fall sei es kein italienischer Türsteher aus der Bronx, sondern ein unbedarfter Kerl irischer Herkunft in Jersey, der seinen Freunden, die in Vietnam an vorderster Front kämpfen, ein Bier vorbeibringt.

### Auszeichnungen
Music Supervisors Guild Awards 2023
- Nominierung für die Beste Musik-Supervision eines Films mit einem Budget über 25 Millionen US-Dollar (Tom Wolfe & Manish Raval)[13]